# Blériot 137
Pour les articles homonymes, voir Blériot.
Dimensions
Le Blériot 137, également connu sous le nom de Blériot Bl-137, était un avion militaire polyvalent fabriqué par le constructeur français Blériot Aéronautique.
L'avion était développé ultérieurement au Blériot 127, avec une construction entièrement métallique. Contrairement à la position inhabituelle du mitrailleur arrière sur le 127, celle du 137 était située dans un renfoncement sur le bord de fuite de l'aile.
L'avion n'a jamais été produit en série. Seuls deux prototypes légèrement différents ont été fabriqués.

## Construction
Le Blériot 137 était un avion à ailes hautes possédant une structure entièrement métallique. Le cockpit ouvert avec double commande pour pilote et copilote était situé approximativement à la hauteur du bord d'attaque de l'aile.
Un poste pour mitrailleur se trouvait dans le nez du fuselage, ainsi qu'un poste pour mitrailleur à l'arrière de chaque nacelle de moteur.
Le train d'atterrissage n'était pas rétractable et se composait du train d'atterrissage principal et d'un patin arrière.

## Variantes

### Blériot 137/M
Prototype unique (premier vol le 21 décembre 1930). Il est équipé de 2 moteurs Hispano-Suiza 12Nb/650 de 650 CV chacun.
Dimensions

### Blériot 137/M1
Un seul prototype a été fabriqué (premier vol en 1931). Ce modèle est équipé de deux moteurs Salmson 18 AB d'une puissance unitaire de 460 CV.
Dimensions

## Galerie

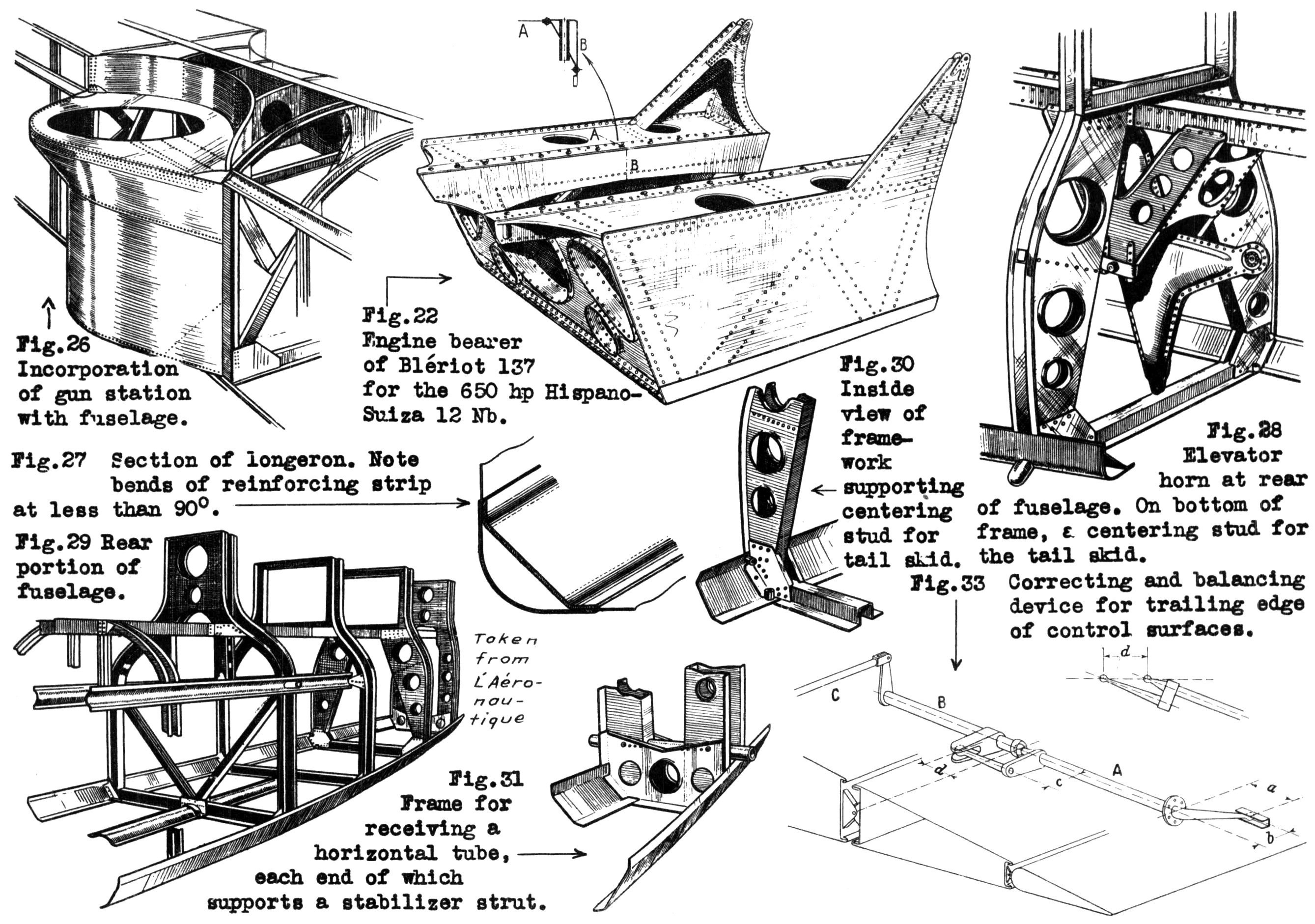
Détails de la structure
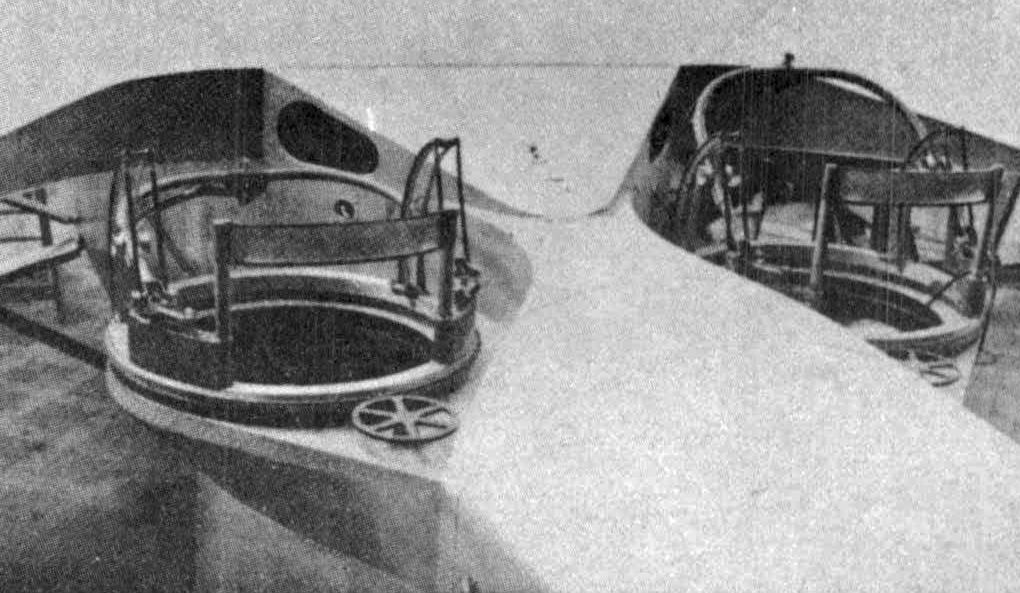
Les deux postes de tir
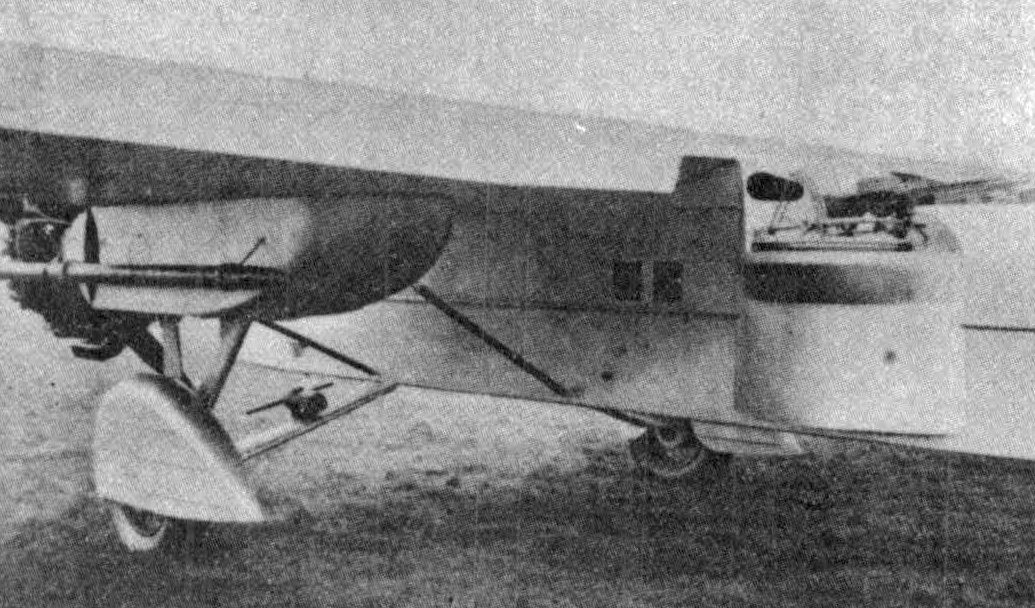
Arrière de l'avion

## Référence
1. ↑  Peter Alles-Fernandez (Hrsg.): Flugzeuge von A bis Z. Bernard & Graefe, Koblenz 1987,  (ISBN 3-7637-5904-2), S. 248
2. ↑  (en) National Advisory Committee For Aeronautics, Aircraft Circulars N°169 - The Blériot 137 Military Airplane (French), Washington, 1932, 12 p. (lire en ligne)
3. ↑  Hispano-Suiza, « Un seul moteur a traversé l'Atlantique Nord dans les deux sens, c'est un moteur HISPANO SUIZA » , sur BNF Gallica, 1934 (consulté le 18 juin 2024)
4. ↑  Salmson, « Un belle gamme » , sur BNF Gallica, 1928 (consulté le 18 juin 2024)